# Myhkyrinsaari (ö i Norra Savolax, Kuopio, lat 63,13, long 27,35)
Myhkyrinsaari är en ö i Finland. Den ligger i sjön Maaninkajärvi och i kommunen Kuopio i den ekonomiska regionen  Kuopio ekonomiska region  och landskapet Norra Savolax, i den centrala delen av landet, 300 km norr om huvudstaden Helsingfors. Öns area är 8,9 hektar och dess största längd är 0,6 kilometer i sydöst-nordvästlig riktning.